# Numer DOT
Numer DOT – nazwa oznaczeń znajdujących się na każdej oponie niezależnie od miejsca wyprodukowania i przeznaczenia. Sam skrót „DOT” oznacza Department Of Transportation – amerykański departament transportu, który wymaga nadania oznaczeń, zanim opona zostanie dopuszczona na rynek.
DOT zazwyczaj składa się z następujących elementów:
- trzech liter DOT, symbolizujących początek numeracji
- blok czterech znaków – kod fabryki dwa znaki, kod rozmiaru opony kolejne dwa znaki
- blok kolejnych czterech znaków – dowolny dla producenta, są to oznaczenia „wewnętrzne” fabryki
- 4 cyfry – data wyprodukowania opony

Kierowcy, przeważnie mówiąc o numerze DOT, mają na myśli jego cztery ostatnie cyfry. Dwie pierwsze oznaczają tydzień roku, w którym wyprodukowano opony, dwie pozostałe sam rok. Zatem oznaczenie 1816 wskazuje na 18 tydzień (kwiecień) 2016 roku.

## DOT przed rokiem 2000
Przed rokiem 2000 numer DOT kończył się trzema, a nie jak obecnie czterema numerami. Oznaczenie 179 wskazywało na 17 tydzień 1999 roku. Producenci mieli problem z oznaczeniem lat 80 i 90 XXo wieku – kwestię tę rozwiązano poprzez dodanie do numeru DOT z lat dziewięćdziesiątych małego trójkącika.